# Terpsichore dilatata
Terpsichore dilatata là một loài thực vật có mạch trong họ Polypodiaceae. Loài này được Sundue & M. Kessler mô tả khoa học đầu tiên năm 2008.